# Петровка (Харьковский район)
Петро́вка (укр. Петрівка) — село,
Русско-Тишковский сельский совет,
Харьковский район,
Харьковская область.
Код КОАТУУ — 6325183502. Население по переписи 2001 года составляет 23 (12/11 м/ж) человека.

## Географическое положение
Село Петровка находится на одном из истоков реки Вялый,
ниже по течению на расстоянии в 2 км расположено Вяловское водохранилище.

## История
- 1726 — дата основания.